# 26194 Chasolivier
26194 Chasolivier (tên chỉ định: 1997 CO26) là một tiểu hành tinh vành đai chính. Nó được phát hiện bởi dự án Spacewatch ở Đài thiên văn quốc gia Kitt Peak ở Arizona ngày 10 tháng 2 năm 1997. Nó được đặt theo tên Charles Pollard Olivier, một nhà thiên văn học Hoa Kỳ thế kỷ 20.